# Krzyk (film 2022)
Krzyk (ang. Scream, również Scream 5) – amerykański horror (slasher) w reżyserii Matta Bettinelli-Olpina i Tylera Gilletta.
Film jest piątą częścią serii Krzyk oraz kontynuacją filmu Krzyk 4 (2011).

## Opis fabuły
Młoda kobieta wraca do swojego rodzinnego miasta, żeby poznać przerażające przypadki morderstw związanych z zamaskowanym seryjnym mordercą.

## Obsada
- David Arquette – Dewey Riley
- Neve Campbell – Sidney Prescott
- Courteney Cox – Gale Weathers
- Melissa Barrera – Samantha „Sam” Carpenter
- Jenna Ortega – Tara Carpenter
- Mikey Madison – Ghostface #1 / Amber Freeman
- Jack Quaid – Ghostface #2 / Richie Kirsch
  - Roger L. Jackson – Ghostface (głos)
- Jasmin Savoy Brown – Mindy Meeks-Martin
- Mason Gooding – Chad Meeks-Martin
- Sonia Ammar – Liv McKenzie
- Dylan Minnette – Wes Hicks
- Marley Shelton – szeryf Judy Hicks
- Kyle Gallner – Vince Schneider
- Skeet Ulrich – Billy Loomis
- Heather Matarazzo – Martha Meeks
- Reggie Conquest – z-ca szeryfa Farney
- Chester Tam – z-ca szeryfa Vinton

## Produkcja
Zdjęcia do filmu kręcono w Wilmington, w Karolinie Północnej; trwały od września do listopada 2020.

## Sequel
Na początku lutego 2022 roku, niespełna miesiąc po premierze, ogłoszono, że powstanie sequel – Krzyk VI, a prace na planie zdjęciowym wystartują latem. Kontynuacja ukazała się w kinach 8 marca 2023 roku.